# Ďapalovce
Ďapalovce és un poble i municipi d'Eslovàquia. Es troba a la regió de Prešov, al nord del país.

## Història
La primera referència escrita de la vila data del 1408.

## Demografia
| Godina             | 1994 | 2004   | 2014   | 2024   |
| ------------------ | ---- | ------ | ------ | ------ |
| Nombre de persones | 513  | 486    | 461    | 415    |
| Diferència         |      | −5,26% | −5,14% | −9,97% |

| Godina             | 2023 | 2024   |
| ------------------ | ---- | ------ |
| Nombre de persones | 417  | 415    |
| Diferència         |      | −0,47% |